# Dix (Nebraska)
Dix é uma vila localizada no estado americano de Nebraska, no Condado de Kimball.

## Demografia
Segundo o censo americano de 2000, a sua população era de 267 habitantes.
Em 2006, foi estimada uma população de 242, um decréscimo de 25 (-9.4%).

## Geografia
De acordo com o United States Census Bureau, a localidade tem uma área de 0,6 km², sem área coberta por água. Dix localiza-se a aproximadamente 1365 m acima do nível do mar.

## Localidades na vizinhança
O diagrama seguinte representa as localidades num raio de 44 km ao redor de Dix.